# 삼성 갤럭시 에이스 플러스
삼성 갤럭시 에이스 플러스(Samsung Galaxy Ace Plus)는 삼성전자에서 출시한 보급형 안드로이드 스마트폰으로, 갤럭시 에이스의 후속작이다.

## 변종

### 중국

#### GT-S7508
차이나 모바일을 통해 출시된 제품으로, LED 플래시가 없다.

## 같이 보기
- 삼성 갤럭시 에이스
- 삼성 갤럭시 에이스 듀오스
- 삼성 갤럭시 Y 듀오스
- 삼성 갤럭시 Y 프로 듀오스